# Guldenroedevedermot
De guldenroedevedermot (Platyptilia calodactyla) is een vlinder uit de familie vedermotten (Pterophoridae). De wetenschappelijke naam is voor het eerst geldig gepubliceerd in 1775 door Denis & Schiffermüller.
De soort komt voor in Europa.